# Hylaeus cookii
Hylaeus cookii är en biart som först beskrevs av Metz 1911.  Hylaeus cookii ingår i släktet citronbin, och familjen korttungebin. Inga underarter finns listade i Catalogue of Life.